# Юносов, Борис Николаевич
Бори́с Никола́евич Юно́сов (12 декабря 1925 — 3 апреля 1980) — участник Великой Отечественной войны, стрелок-разведчик 300-го гвардейского стрелкового полка 99-й гвардейской стрелковой дивизии 7-й армии Карельского фронта, Герой Советского Союза.

## Биография
Родился 12 декабря 1925 года в Ленинграде в семье рабочего. Окончил 8 классов в городе Мелекессе (ныне — город Димитровград Ульяновской области). Работал на чугунолитейном заводе.
В Красную армию призван Мелекесским горвоенкоматом Ульяновской области в феврале 1943 года. Боевую подготовку проходил в воздушно-десантных частях.
На фронте в Великую Отечественную войну с июня 1944 года. Прибыл на Карельский фронт в составе 37-го гвардейского стрелкового корпуса, посланного из резерва Ставки для усиления 7-й армии.
Стрелок-разведчик 300-го гвардейского стрелкового полка (99-я гвардейская стрелковая дивизия, 37-й гвардейский стрелковый корпус, 7-я армия , Карельский фронт) гвардии красноармеец Борис Юносов был в числе 12-и наиболее подготовленных, самых выносливых и бесстрашных воинов-гвардейцев 300-го гвардейского стрелкового полка, которые демонстрацией ложной переправы открыли путь к форсированию реки Свирь войсками 7-й армия 21 июня 1944 года.
Демонстрация ложной переправы имела своей целью привлечение на себя огня противника, чтобы заставить его раскрыть свои уцелевшие огневые средства.
Около одиннадцати часов утра, когда заканчивалась артподготовка, гвардейцы выскочили из траншеи и принялись спускать на воду плоты и лодки. Противник открыл сильный огонь по «тряпичной флотилии», как шутя прозвали смельчаки свои плавсредства. Борис Юносов управлял одним из плотов, подталкивая его сзади одной рукой. Убедившись, что малоподвижные и трудно управляемые плоты стали объектом прицельного огня вражеских батарей, отважный воин покинул свой плот и добрался до вражеского берега вплавь. Когда на берег вышли все двенадцать бойцов, группа сосредоточилась. После короткой разведки, совершённой Юносовым и Бекбосуновым, группа стремительным броском ворвалась в прибрежную траншею, очищая её от сопротивлявшихся фашистов. Храбрый воин Борис Юносов вместе с товарищами огнём и гранатой прокладывал путь в глубь вражеской обороны.
Боевая задача, поставленная перед гвардейцами, была успешно выполнена. Подвиг героев, первыми принявших на себя смертоносный огонь врага, помог засечь и уничтожить его ожившие огневые точки. Благодаря этому следом за гвардейцами быстро и с минимальными потерями форсировали Свирь войска нашей 7-й армии.
Указом Президиума Верховного Совета СССР от 21 июля 1944 года за героизм и мужество при форсировании Свири и создании плацдарма на её северном берегу гвардии красноармейцу Юносову Борису Николаевичу присвоено звание Героя Советского Союза с вручением ордена Ленина и медали «Золотая Звезда» (№ 4115).
После окончания войны отважный воин служил в воздушно-десантных войсках, в звании гвардии старшего сержанта в 1950 году уволен в запас. В 1952 году он окончил юридическую школу, работал народным судьей в городе Куйбышеве (ныне Самара). С 1959 года — художник-декоратор в Димитровградском стройуправлении Ульяновской области. Скончался 3 апреля 1980 года

## Награды
- Медаль «Золотая Звезда» Героя Советского Союза;
- орден Ленина;
- медали.

## Память
- Похоронен в Димитровграде на городском кладбище.
- Бюст Героя установлен на Аллее Славы в городе Димитровград.
- На доме, где жил Герой, а также на проходной завода «Химмаш», где он работал, установлены мемориальные доски.